# В ожидании выдоха
«В ожидании выдоха» (англ. Waiting to Exhale) — американский кинофильм, режиссёрский дебют Фореста Уитакера, снятый по одноимённому роману Терри Макмиллан, которая также написала сценарий. Главные роли в фильме исполнили Уитни Хьюстон, Анджела Бассетт, Лела Рошон и Лоретта Дивайн.
Вышедший в декабре 1995 года, «В ожидании выдоха» стал неожиданно коммерческим хитом, а Los Angeles Times назвал его «Социальным феноменом», имея полностью афро-американский актёрский состав. Фильм дебютировал в прокате с первого места и в итоге собрал $81 452 156. Все четыре актрисы были номинированы на NAACP Image Award в категория за «Лучшую женскую роль» (победила Бассетт) и «Лучшую женскую роль второго плана» (Дивайн), а сам фильм выиграл основную награду и приз на лучший саундтрек. Рошон также номинировалась на MTV Movie Award за лучший прорыв года.
Спустя годы после выхода фильма ходили разговоры о сиквеле. В 2011 году Бассетт подтвердила, что сиквел находится в разработке и все четыре главные актрисы подписались на участие в нём. После смерти Хьюстон в феврале 2012 года 20th Century Fox охладил интерес к сиквелу. В 2015 году Терри Макмиллан выразила мысль, что Хьюстон может заменить Виола Дэвис.

## Синопсис
«В ожидании выдоха» рассказывает историю о четырёх афро-американских женщинах и их прохождении через сложные жизненные этапы. Саванна является успешным телевизионным продюсером и мечтает, что в один прекрасный день её женатый любовник оставит жену ради неё. Бернадин, напротив, отказалась от собственных амбиций и карьеры в пользу материнства и замужества, однако её муж бросает её ради белой женщины. Робин — могущественный директор компании, которая является любовницей женатого мужчины. Глория является владелицей салона красоты и матерью-одиночкой, после того, как её муж совершил каминг-аут как гей.

## Актёры и персонажи
- Уитни Хьюстон — Саванна Джексон
- Анджела Бассетт — Бернадин Харрис
- Лела Рошон — Робин Стокс
- Лоретта Дивайн — Глория Мэтьюз
- Грегори Хайнс — Марвин Кинг
- Деннис Хэйсберт — Кеннет Докинз
- Майкелти Уильямсон — Трой
- Майкл Бич — Джон Харрис
- Джанкарло Эспозито — Дэвид Мэтьюз
- Дональд Фэйсон — Тарик Мэтьюз
- Леон — Рассел
- Уэнделл Пирс — Майкл Давенпорт